# Carmelo Vigna
Carmelo Vigna (Rosolini, 26 novembre 1940) è un filosofo e storico della filosofia italiano.

## Biografia
Carmelo Vigna ha studiato Filosofia all'Università Cattolica di Milano, legandosi in special modo all'insegnamento di Gustavo Bontadini e di Emanuele Severino. Con Severino si è laureato nel 1963, discutendo una tesi sulla logica dell'astratto e la logica del concreto di Giovanni Gentile. Dal 1981 al 2011 è stato professore ordinario di Filosofia morale presso l'Università Ca’ Foscari di Venezia, dove ha pure diretto il Dipartimento di Filosofia e Teoria delle Scienze e ha fondato il Centro Interuniversitario per gli Studi sull'Etica (CISE). Ha insegnato anche presso l'Università Cattolica di Milano. Nel 2014 l'Università di Venezia lo ha nominato professore emerito. È stato presidente del Centro di Etica Generale e Applicata (CEGA) dell'Almo Collegio Borromeo di Pavia dal 2005 al 2022 e presidente della Società Italiana di Filosofia Morale (SIFM) dal 2013 al 2016.

## Pensiero
Si è occupato inizialmente di neoidealismo italiano, di marxismo, e del pensiero di Aristotele.
Successivamente si è concentrato in maniera speciale sull'ontologia e sulla metafisica, proponendo una nuova semantizzazione dell'essere capace di risolvere le aporie del parmenidismo di Severino, che in qualche modo gravavano anche sulla speculazione di Bontadini. Questa nuova semantizzazione permette di leggere nel divenire non l'annullamento dell'essere, ma piuttosto quello dell'ente. La differenza ontologica fondamentale è proprio quella che passa tra l'essere assoluto che non diviene e l'ente finito che comincia e cessa di essere. Questa impostazione ha consentito di raffinare ulteriormente il tema della mediazione metafisica che sfrutta e compone la posizione necessaria della totalità dell'essere con la posizione della totalità molteplice e mutabile dell'esperienza.
Insieme alle analisi di metafisica si sono svolte quelle di etica fondamentale e di etica applicata (bioetica, etica pubblica, etica dell'ambiente, etica della differenza sessuale). L'etica è intesa fondamentalmente come un'etica del desiderio umano, il quale, a sua volta, è fondamentalmente desiderio di un altro desiderio, cioè poi di un altro essere umano che ci desideri e ci riconosca. L'etica viene così ricondotta alle dinamiche delle relazioni intersoggettive, che si possono descrivere secondo tre modelli basilari. Il primo modello è quello regolativo per l'etica: quello in cui le soggettività si riconoscono reciprocamente come delle soggettività, e cioè come delle persone o degli esseri che pensano e desiderano in senso trascendentale. Il secondo modello è quello trasgressivo: quello in cui le soggettività confliggono e cercano di dominare il soggetto che hanno di fronte, trattandolo come un oggetto o una cosa manipolabile a loro piacimento. Il terzo modello, che si colloca a mezza strada fra i due precedenti, è quello che Vigna definisce oblativo, in cui mentre una delle due soggettività riconosce l'altra e si dispone a trattare l'altra secondo la cura e il rispetto che le convengono, l'altra soggettività non offre nessun riconoscimento e cerca di imporsi sulla soggettività riconoscente come soggettività dominante.
Questa impostazione ontoetica si caratterizza per il tentativo di fondare la regolatività etica del primo modello su argomentazioni che partono dal rilievo irrefutabile della trascendentalità umana, la quale si trova invece contraddetta in tutte le situazioni di rapporto intersoggettivo riconducibili agli altri due modelli.
Le indagini di antropologia trascendentale completano e chiudono questo percorso, ponendosi come il termine medio che stringe e salda l'ontologia metafisica all'etica. Il concetto di persona viene inteso come sinergia del concetto di sostanza e di quello di relazione. Sostanza è classicamente quello che permane e sta in sé. Relazione, invece, è qui il rapporto intenzionale ad altro da sé. L'essere umano è una sinergia di sostanza e relazione perché è sia rapporto a se stesso sia rapporto all'altro da sé, in quanto è essenzialmente una intenzionalità trascendentale, ovverosia un orizzonte consistente di relazione all'altro da sé, secondo il corso illimitato del desiderio che lo abita.

## Scritti principali
- La dialettica gentiliana, in “Giornale critico della filosofia italiana”, 1964, fasc. III, pp. 362–392.
- Religione e filosofia nel pensiero di Giovanni Gentile, in “Giornale critico della filosofia italiana”, 1967, fasc. II, pp. 260–281.
- Gentile interprete di Marx, in AA.VV., Enciclopedia 76-77. Il pensiero di Giovanni Gentile, Istituto della Enciclopedia Italiana, Roma 1977, vol. II, pp. 885–899.
- Ragione e religione, CELUC, Milano 1971.
- Filosofia e marxismo, CELUC, Milano 1974.
- Le origini del marxismo teorico in Italia. Il dibattito tra Labriola, Croce, Gentile e Sorel sui rapporti tra marxismo e filosofia, Città Nuova, Roma 1977.
- Antonio Gramsci. Il pensiero teorico e politico. La "questione leninista", Città Nuova, Roma 1979 (con V. Melchiorre e G. de Rosa).
- Invito al pensiero di Aristotele, Mursia, Milano 1992.
- Sostanza e relazione. Una aporetica della persona, in L'idea di persona, a cura di V. Melchiorre, Vita e Pensiero, Milano 1996, pp. 175–203.
- L'enigma del desiderio, Edizioni San Paolo, Cinisello Balsamo 1999 (con L. Ancona e P.A. Sequeri).
- La politica e la speranza, Edizioni Lavoro, Roma 1999 (con V. Melchiorre).
- Il frammento e l'Intero. Indagini sul senso dell'essere e sulla stabilità del sapere, 2 volumi, Orthotes, Napoli-Salerno 2015 (1ª ed. Vita e Pensiero, Milano 2000).
- Sul trascendentale come intersoggettività originaria, in Le avventure del trascendentale, a cura di A. Rigobello, Rosenberg & Sellier, Torino 2001, pp. 11–34.
- Sulla verità e sul bene, Petite Plaisance, Pistoia 2011 (con L. Grecchi).
- Etica del desiderio come etica del riconoscimento, 2 volumi, Orthotes, Napoli-Salerno 2015.
- Sostanza e relazione. Indagini di struttura sull'umano che ci è comune, 2 volumi, Orthotes, Napoli-Salerno 2016.
- Risposte ai miei critici, in "Etica & Politica / Ethics and Politics, (2017) XIX/3", Trieste, EUT Edizioni Università di Trieste, 2017, pp. 275-302.
- Studi gentiliani, 2 volumi, Orthotes, Napoli-Salerno 2018.
- Studi marxiani, 2 volumi, Orthotes, Napoli-Salerno 2019.
- Studi aristotelici, 2 volumi, Orthotes, Napoli-Salerno 2020.
- Storia e verità. Medioevo e Novecento, Orthotes, Napoli-Salerno 2020.
- Pensieri cristiani, Orthotes, Napoli-Salerno 2021.
- Didascalie filosofiche, Orthotes, Napoli-Salerno 2022.
- Vedute. Al seguito di Sofia, Orthotes, Napoli 2024.
- Le voci: Bene, Desiderio, Divenire, Essere, Felicità, Filosofia morale, Giovanni Gentile, Filosofia della Prassi, Etica del Riconoscimento, Teleologia, Trascendenza per l'Enciclopedia filosofica, Bompiani, 12 voll., Milano 2006 (poi 20 voll., RCS, Milano 2010).

## Curatele
- La ragione e la dialettica. Studi su Marx e della Volpe, Marsilio, Venezia 1980 (a cura di).
- Teorie della felicità. II, Francisci, Abano Terme 1986 (a cura di).
- La qualità dell'uomo. Filosofi e psicologi a confronto, Franco Angeli, Milano 1988 (curato insieme a G. Trentini).
- Dio e la ragione, Marietti, Genova 1993 (a cura di).
- L'etica e il suo altro, Franco Angeli, Milano 1994.
- Strutture del sapere filosofico, Il Cardo, Venezia 1997 (con E. Berti, A. Masullo, L. Ruggiu, E. Severino).
- La libertà del bene, Vita e Pensiero, Milano 1998 (a cura di).
- Essere giusti con l'altro, Rosenberg & Sellier, Torino 2000 (a cura di).
- Introduzione all'etica, Vita e Pensiero, Milano 2001 (a cura di).
- Etica trascendentale e intersoggettività, Vita e Pensiero, Milano 2002 (a cura di).
- Multiculturalismo e identità, Vita e Pensiero, Milano 2002 (cura insieme a S. Zamagni).
- La persona e i nomi dell'essere. Scritti di filosofia in onore di V. Melchiorre, Vita e Pensiero, Milano 2002 (curato con F. Botturi e F. Totaro).
- Libertà, giustizia e bene in una società plurale, Vita e Pensiero, Milano 2003 (a cura di).
- Etiche e politiche della post-modernità, Milano, Vita e Pensiero 2003 (a cura di).
- Etica del plurale. Giustizia, riconoscimento, responsabilità, Vita e Pensiero, Milano 2004 (curato con E. Bonan).
- Affetti e legami, Vita e Pensiero, Milano 2004 (curato con F. Botturi).
- La regola d'oro come etica universale, Vita e Pensiero, Milano 2005 (curato con S. Zanardo).
- Bontadini e la metafisica, Vita e Pensiero, Milano 2008 (a cura di).
- Metafisica e violenza, Vita e Pensiero, Milano 2008 (curato con P. Bettineschi).
- Etica di frontiera. Nuove forme del bene e del male, Vita e Pensiero, Milano 2008 (curato con S. Zanardo).
- Di un altro genere: etica al femminile, Vita e Pensiero, Milano 2008 (curato con P. Ricci Sindoni).
- Giorgio La Pira. Un san Francesco nel Novecento, AVE, Roma 2008 (curato con E. Zambruno).
- Multiculturalismo e interculturalità. L'etica in questione, Vita e Pensiero, Milano 2011 (curato con E. Bonan).
- Life and the Sacred, Olms, Hildesheim-Zuerich-New York 2012 (curato con R. Alvira).
- La vita spettacolare. Questioni di etica, Orthotes, Napoli 2013 (curato con R. Fanciullacci).
- Etica dell'economia. Idee per una critica del riduzionismo economico, Orthotes, Napoli-Salerno 2016 (curato con A. Biasini).
- Differenza di genere e differenza sessuale. Un problema di etica di frontiera, Orthotes, Napoli-Salerno 2017.
- Il dovere dell'ospitalità, Orthotes, Napoli-Salerno 2018.